# Hugo von Kathen
Hugo von Kathen, né à Freienwalde-en-Poméranie, arrondissement de Saatzig, le 27 août 1855 et mort à Wiesbaden le 2 avril 1932, est un général allemand qui participe à la Première Guerre mondiale. Il participe aux opérations sur le front ouest et combat dans les Flandres lors des première et seconde batailles d'Ypres. En 1917, il est envoyé sur le front de l'est et participe à l'offensive sur Riga et à l'opération Albion. De retour sur le front ouest en novembre 1917, il combat lors des batailles du printemps et de l'été 1918 avant de prendre la direction de la 8e armée stationnée dans les pays baltes. Il occupe ce poste jusqu'à la fin de la guerre.

## Biographie

### Famille
Kathen vient d'une famille de commerçants originaire de Stralsund, qui a été élevée depuis 1692 dans la noblesse suédoise. Il est le fils de Karl von Kathen (1803-1876), un officier prussien, propriétaire du manoir de Langenhaken en Poméranie, et d’Agnès Schumann (1825-1895). Kathen se marie en 1884 avec Susanne von Dechend, la fille de l'ancien président de la Reichbank, Hermann von Dechend.

### Premières années
Kathen fait partie du corps des cadets, le 19 avril 1873 il devient sous-lieutenant au 2e régiment de grenadiers de la Garde à Berlin. Il devient lieutenant le 18 mars 1882. Le 1er octobre 1882, Kathen suit des cours à l'Académie de guerre de Prusse, il réintègre son régiment le 23 juillet 1885. Il est ensuite muté au Grand État-major à Berlin à partir du 1er mai 1886, puis comme adjudant auprès du Commandant militaire de Berlin le 1er avril 1887.
Le 14 juin 1888, Kathen est promu au grade de capitaine et commande à partir du 18 août 1888 et pendant quatre années une compagnie du 3e régiment à pied de la Garde. À partir du 27 juillet 1892, il travaille au ministère de la Guerre de Prusse dans le département de l'infanterie, puis dans le département de l'armée le 21 janvier 1893. Au cours de cette période, il est promu major le 19 décembre 1892. Kathen est muté le 27 janvier 1898 au 109e régiment de grenadiers (de), il commande un bataillon. Le 22 juillet 1900, il est promu oberstleutnant et intègre l'état-major du 73e régiment de fusiliers. Il devient oberst le 18 octobre 1902.
Le 18 avril 1904, Kathen occupe à nouveau un poste au ministère de la Guerre de Prusse, en tant que responsable du département de l'infanterie. Le 10 mars 1905, il est muté le commandement du 74e régiment d'infanterie (de). Le 22 mars 1907, il est nommé Generalmajor et le 14 avril 1907 il prend le commandement de la 83e brigade d'infanterie. Le 22 mars 1910, Kathen est promu Generalleutnant et dirige la 9e division d'infanterie. Le 1er octobre 1912, il est nommé gouverneur-général de la forteresse de Mayence et occupe ce poste jusqu'au mois de septembre 1914.

### Première Guerre mondiale
Le 1er août 1914, Kathen proclame du haut du balcon de l'Hôtel d'Ostein la déclaration de guerre. Le 31 août 1914, il est envoyé sur la ligne de front et prend le commandement de la 39e division d'infanterie et participe au mois de septembre à la bataille de l'Aisne. Au cours du mois d'octobre, sa division est déplacée dans les Flandres et participe à la première bataille d'Ypres. En décembre 1914, il prend le commandement du 23e corps de réserve.
En avril 1915, le corps de réserve de Kathen participe à la seconde bataille d'Ypres. Kathen a considéré que l'emploi de chlore gazeux lors de la bataille fut trop tardif dans la journée et a limité l'exploitation tactique de l'attaque. En 1916, il combat avec son corps d'armée lors de la bataille de la Somme, puis en Champagne au cours du printemps 1917. Le 23e corps de réserve est transféré sur le front est au cours de l'été 1917 et participe aux combats dans la région de Riga. Kathen est chargé d'organiser le débarquement de troupes allemandes sur les iles baltes de Saaremaa, Hiiumaa. L'Opération Albion est déclenchée le 11 octobre 1917, dix jours plus tard, les troupes russes sont contraintes au repli. Au cours du mois d'octobre, le corps d'armée est transféré sur le front de l'ouest et engagé dans la bataille de Cambrai.
Au printemps 1918, Kathen à la tête du 23e corps de réserve, participe à l'offensive de printemps sous la direction opérationnelle de la 2e armée et attaque en direction de l'Avre. Au mois de juillet, le corps d'armée est déplacé en Champagne et participe à la seconde bataille de la Marne en attaquant dans la région d'Épernay. L'attaque est bloquée, le corps d'armée doit ensuite prendre part à des combats retardateurs entre la Marne et l'Aisne. Le 31 juillet, Kathen est muté à la tête de la 8e armée allemande sur le front de l'est qui occupe les pays baltes, ces opérations dureront jusqu'à la signature de l'armistice en novembre 1918.

### Fin de carrière
Kathen est mis à disposition le 22 décembre 1918.

### Distinctions et honneurs
- Pour le Mérite : 28 août 1916, avec feuilles de chêne le 27 août 1917.
- Une caserne militaire porte le nom de Kathen. Elle a été construite en 1937 sur les quartiers de Mainz-Mombach et de Mainz-Gonsenheim dans la ville de Mayence.